# Посольство Украины в Швеции
Посольство Украины в Швеции (укр. Посольство України у Швеції) — дипломатическое представительство Украины в Лидингё, Стокгольм, Швеция.

## История

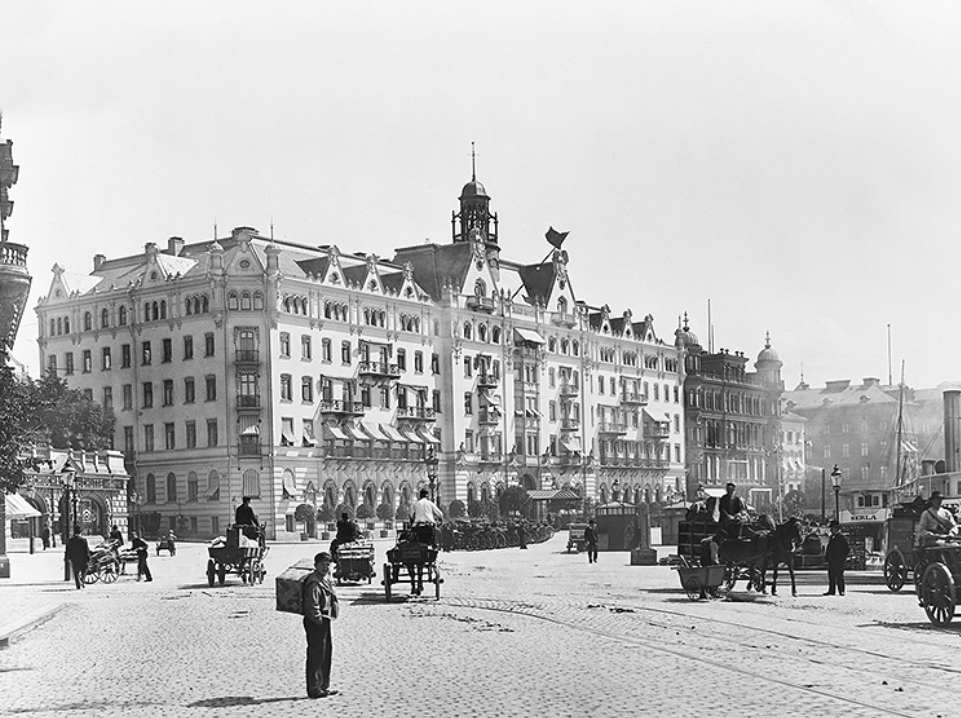
Гранд отель в Стокгольме (Швеция) 1901

В 1918—1919 годах в Стокгольме действовала Украинская дипломатическая миссия, возглавляемая сначала Борисом Баженовым. Сотрудниками миссии были секретарь Василий Косаренко-Косаревич, атташе Владимир Суховецкий, атташе Александр фон Тимрот, атташе граф Констан Руссетт. Миссия изначально размещалась в гостинице Стокгольма «Гранд» по адресу: Седра Бласиехольмсхамнен (Södra Blasieholmshamnen), 8. Впоследствии миссия переехала в гостиницу «Регина» по Дроттнинггатану (Drottninggatan), 42-44.

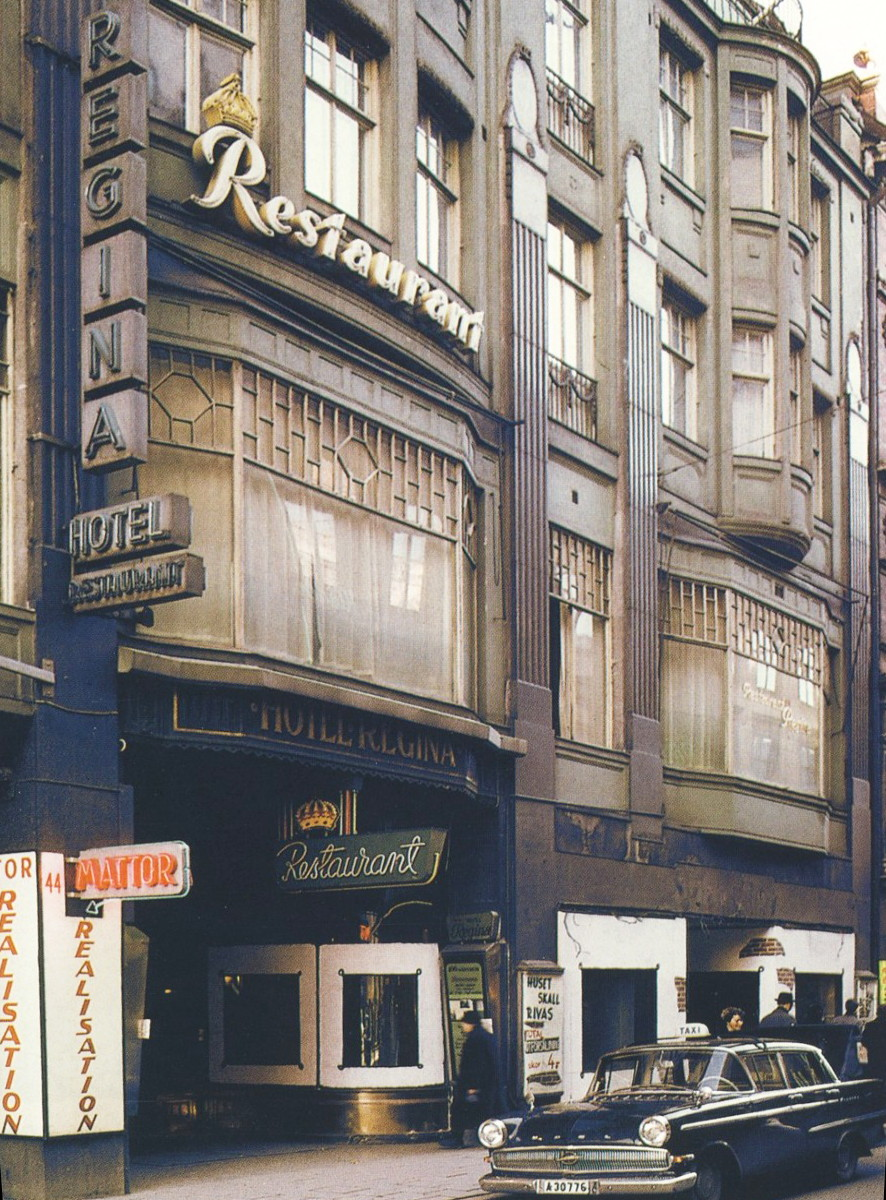
Отель Регина в Стокгольме (Швеция)

Швеция признала независимость Украины 19 декабря 1991 года. Дипломатические отношения между двумя странами установлены 13 января 1992 года. Украинская Народная Республика также имела миссию в Стокгольме с 1918 по 1921 год.
Посольство находится в Лидингё с 2001 года.
Ранее посольство располагалось по адресу: Markvardsgatan 5 (открытие 31 мая 1994 года) и Stockholmsvägen 18 (открытие 1 октября 1999 года).

## Главы дипломатической миссии
1. Мужиловский Силуян Андреевич (1649)
2. Антонович Дмитрий Владимирович (1918)
3. Баженов Борис Петрович (1918)
4. Лосский Константин Владимирович (1919—1921)
5. Масик Константин Иванович (16 октября 1992 — июнь 1994)[4][2]
6. Сагач Игорь Михайлович (1994—1997) временный поверенный
7. Подолев Игорь Валентинович (28 июля 1997 — 20 января 1999)[5][6]
8. Слипченко Александр Сергеевич (20 января 1999 — 15 ноября 2002)[7][8]
9. Кожара Леонид Александрович (14 ноября 2002 — 6 июля 2004)[9][10]
10. Данилейко Александр Иванович (2004) временный поверенный
11. Терпицкий Эдуард Леонидович (2004—2007) временный поверенный
12. Пономаренко Анатолий Георгиевич (6 декабря 2007 — 29 августа 2008)[11][12]
13. Перебийнис Евгений Петрович (29 августа 2008 — 11 ноября 2011)[13][14]
14. Степанов Валерий Анатольевич (11 ноября 2011 — 19 марта 2014)[15][16]
15. Целуйко Игорь Иванович (2014—2015) т.п.
16. Сагач Игорь Михайлович (19 марта 2015 — 14 июня 2019)[17][18]
17. Полунина Елена Борисовна (2019—2020) временный поверенный
18. Плахотнюк Андрей Николаевич (21 сентября 2020 — 21 июля 2025)[19][20]